# Conesville (Ohio)
Conesville è un villaggio degli Stati Uniti d'America, situato nello stato dell'Ohio, nella contea di Coshocton.